# Fuerte de Skardu

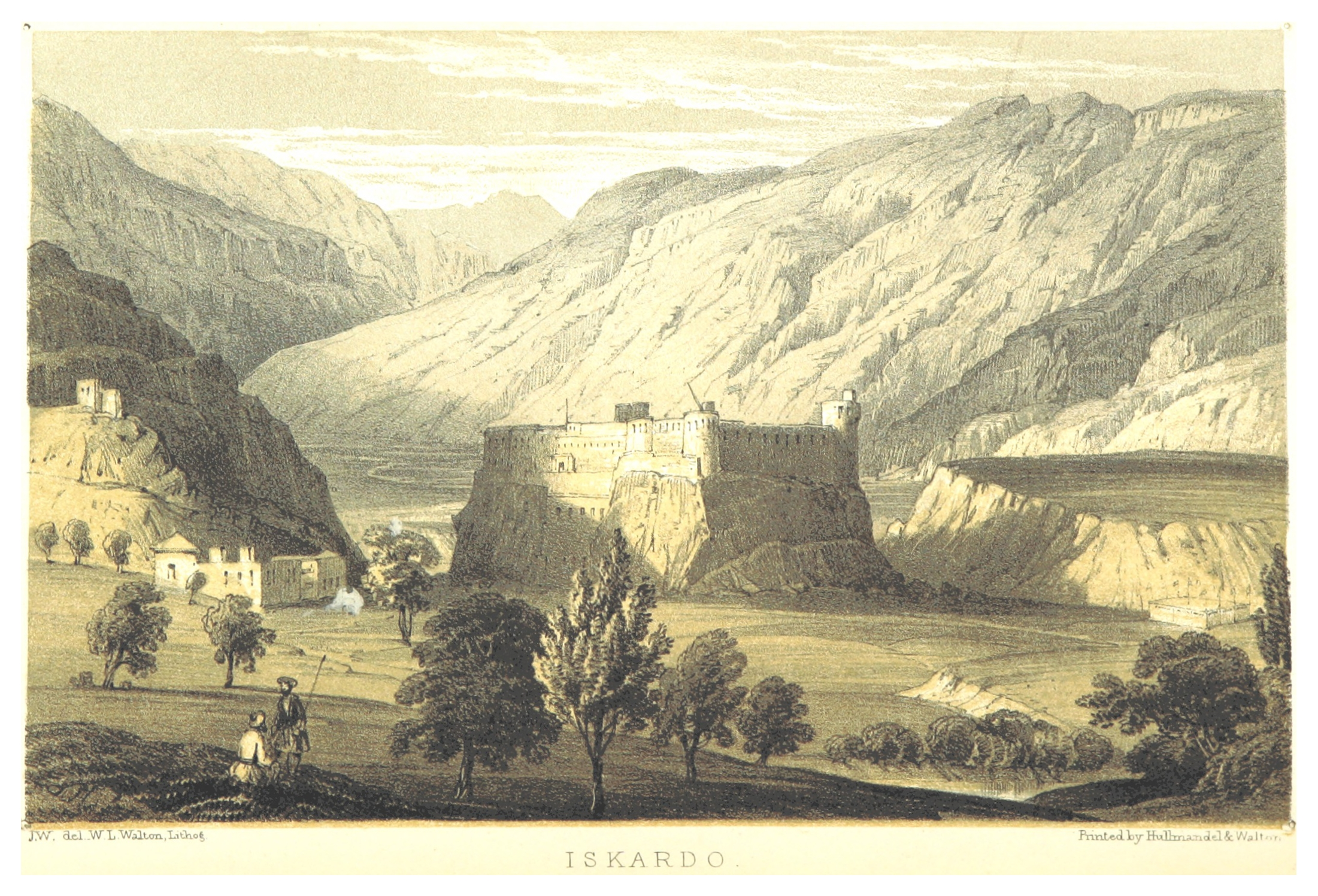
Vista general del fuerte de Skardu en 1850

El fuerte de Skardu o Kharpocho ( Balti :  کھر فچو en urdu: قلعہ سکردو‎ )  es un fuerte en la ciudad de Skardu, en la región de Gilgit-Baltistan, Pakistán. El montañista y cineasta australiano Greg Child escribió que el fuerte está "encaramado sobre la unión de los ríos" y domina la Roca de Skardu.

## Historia
El fuerte fue construido por el rey Ali Sher a finales del siglo XVI. El general Zorawar Singh del clan Dogra Rajput que trabajaba para el Maharaja Gulab Singh  se dio cuenta de la importancia de la ubicación del fuerte en la ciudad y por eso lo ocupó. Fue parte de sus muchas campañas militares para anexar las áreas de Baltistán al estado principesco de Jammu y Cachemira. El fuerte fue arrasado en 1857 bajo la dirección de Ranbir Singh. El emperador mogol Aurangzeb también trató de ocupar el fuerte, que fue en vano.

### Primera guerra de Cachemira
Durante la Primera Guerra de Cachemira en 1947, las fuerzas estatales de Jammu y Cachemira se desplegaron dentro del fuerte bajo el mando del teniente coronel Sher Jung Thapa. Los exploradores Gilgit y las tropas rebeldes de las fuerzas estatales, bajo el mando del ejército de Pakistán, sitiaron el fuerte. El 11 de febrero de 1948, las fuerzas pakistaníes lucharon con la guarnición Skardu de la fortaleza. Después de una batalla de seis horas, los atacantes se retiraron. Volvieron el 14 de febrero dirigiendo un "acoso con fuego". El asedio duró más de seis meses. Finalmente, habiendo agotado las municiones y las raciones, las fuerzas de Cachemira abandonaron el fuerte en pequeños grupos el 13 de agosto de 1948. El fuerte sucumbió el 14 de agosto. Según los informes, los invasores mataron a todos los hombres restantes, excepto al coronel Thapa y su ordenanza sikh, que fueron hechos prisioneros. Skardu se convirtió en parte de la Cachemira controlada por Pakistán, que pasó a llamarse Gilgit-Baltistán. 

### Dentro de Pakistán
Los montañeros estadounidenses Robert Bates y Charles Houston escriben que estuvieron "entretenidos" mientras visitaban el fuerte.

## Galería

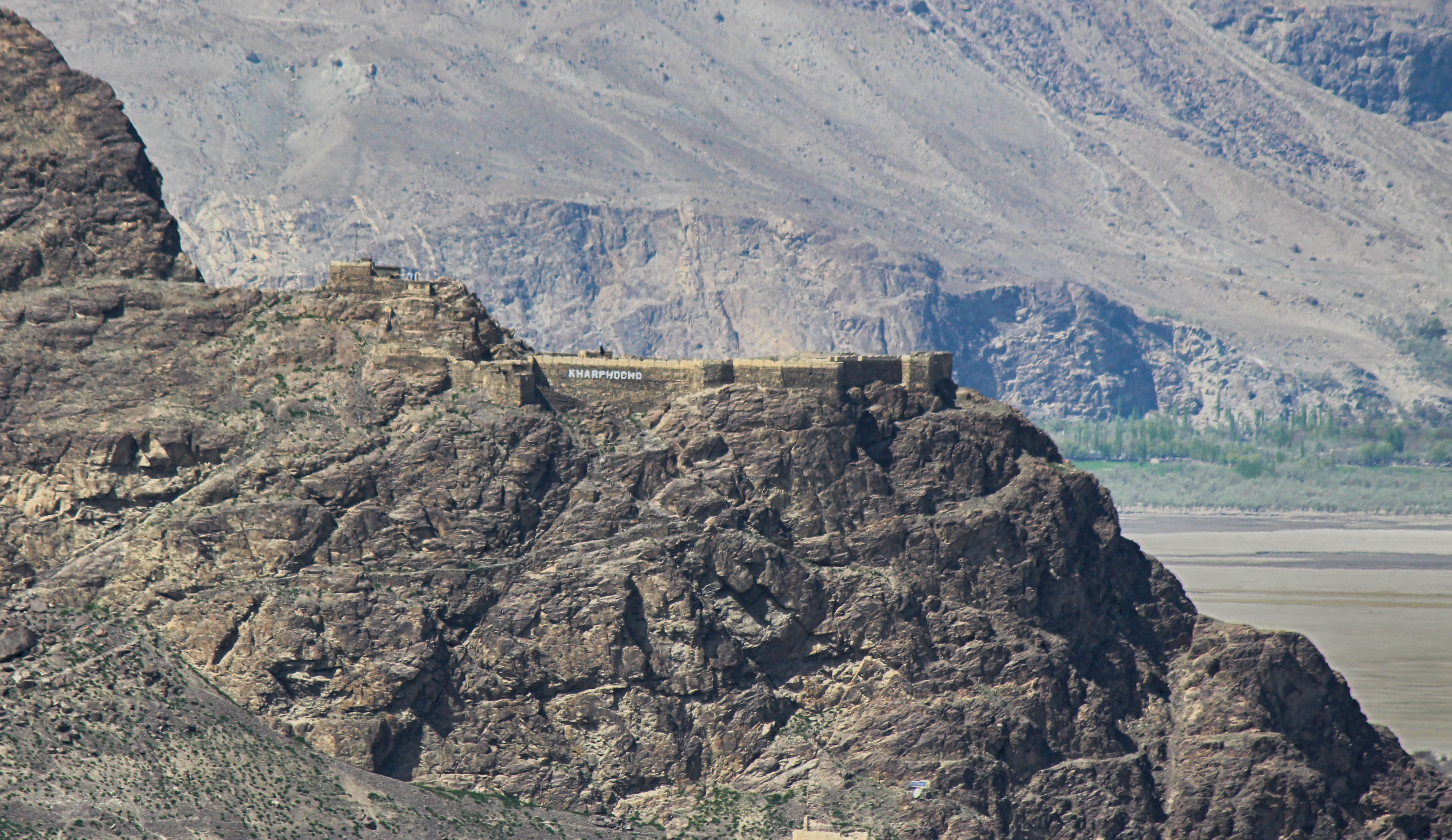
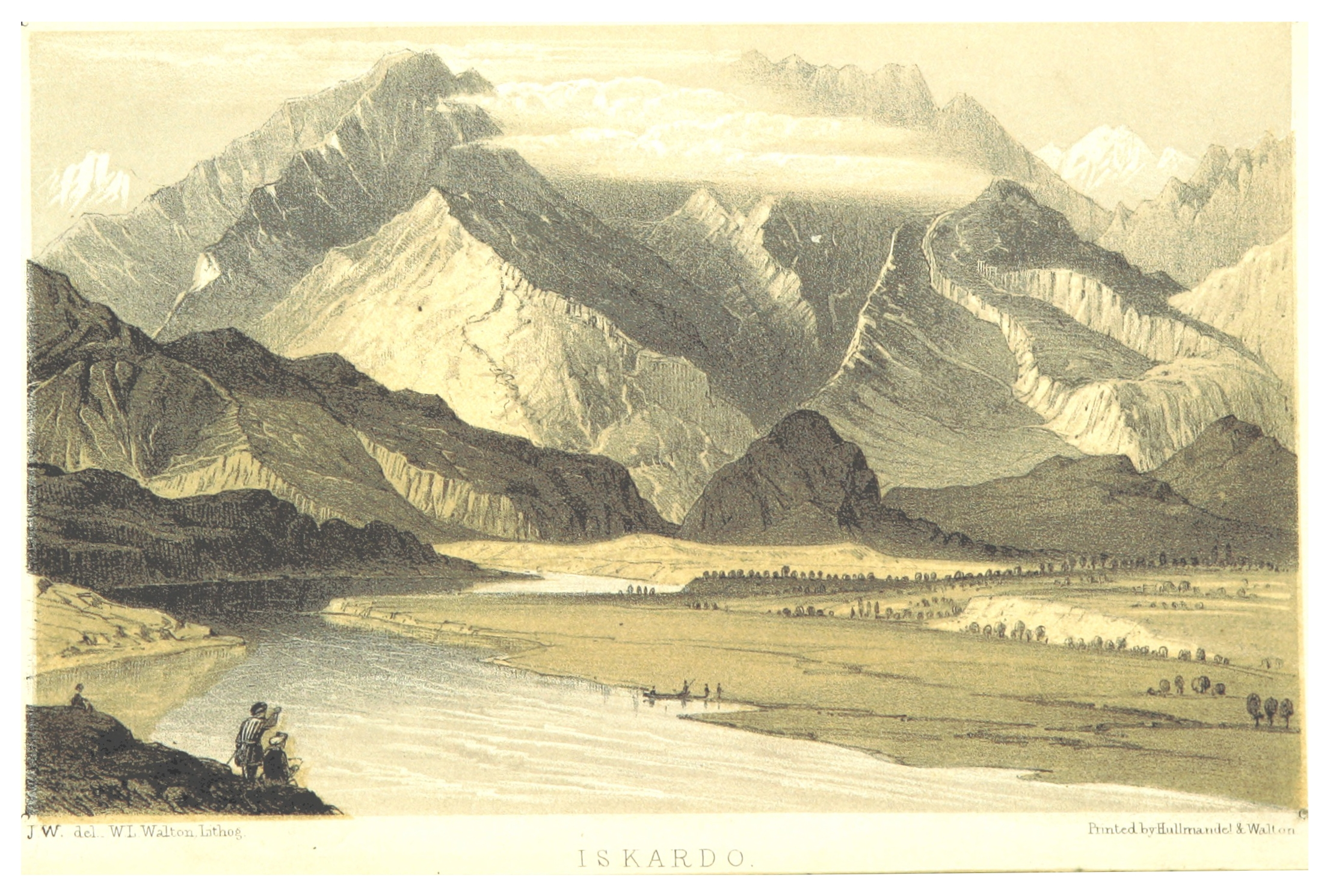
El valle de Skardu visto desde la fortaleza
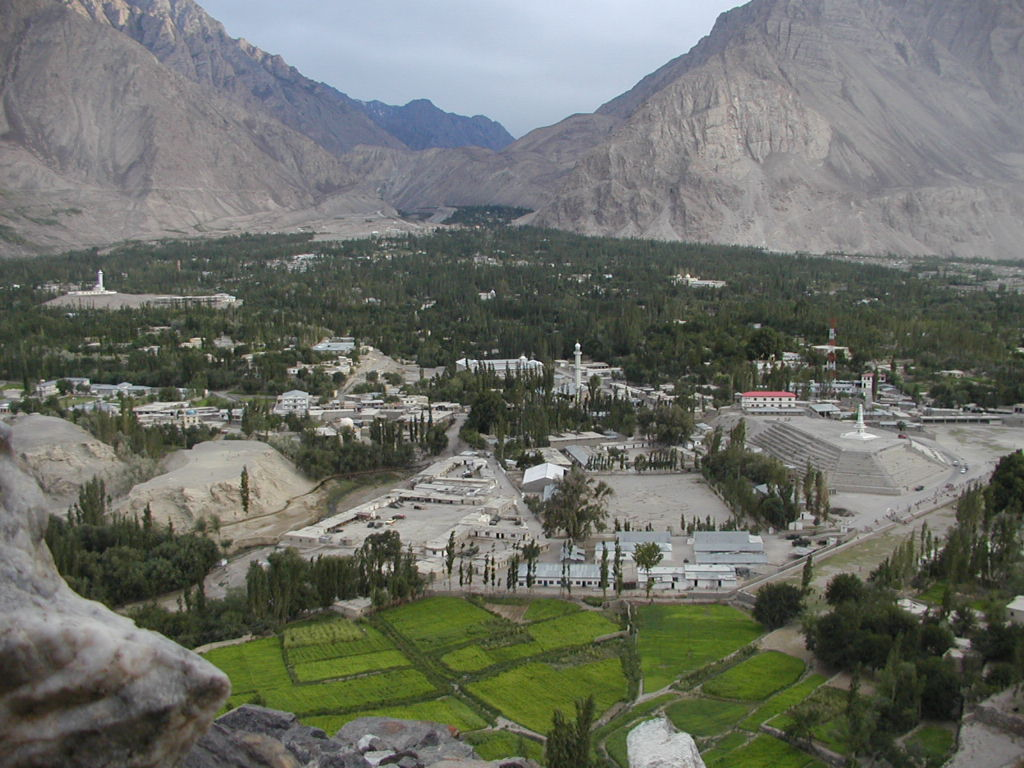
La ciudad de Skarduen la actualidad, como se ve desde la Fortaleza
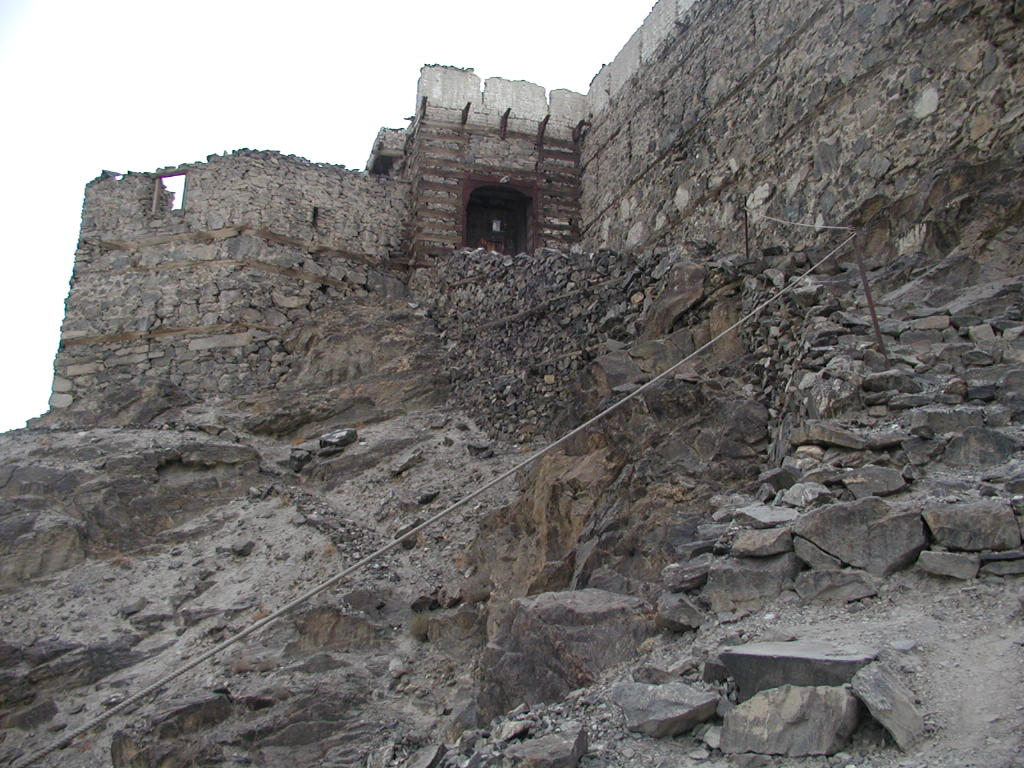
Entrada al fuerte de Skardu
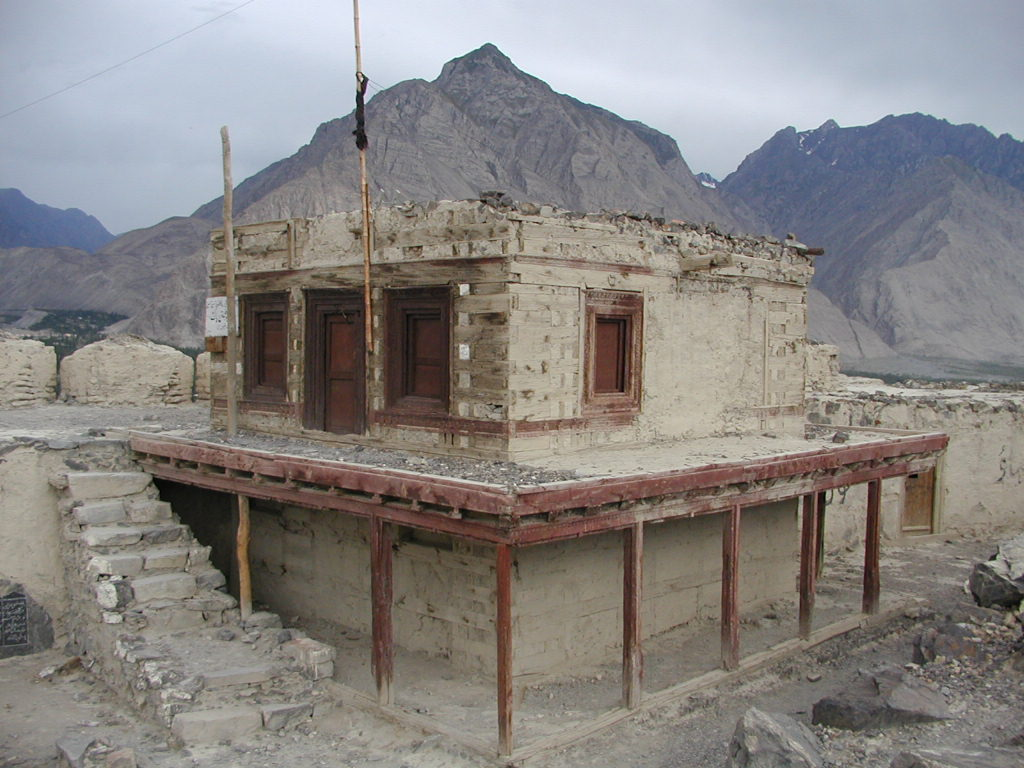
La antigua mezquita del fuerte
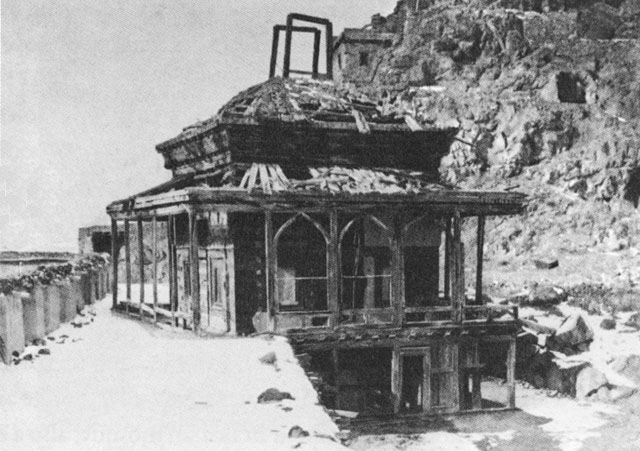
Una foto de 1924 de la mezquita en el fuerte de Skardu